# Spedizione siracusana all'isola d'Elba e Corsica
La spedizione siracusana all'isola d'Elba e in Corsica si svolse dal 454 al 453 a.C. o, secondo alcuni storici, dal 453 al 452 a.C.. Essa fu una successione di due attacchi: il primo al cui comando c'era Faillo, che cercò di conquistare l'isola d'Elba, il secondo con a capo Apelle, che si diresse verso la Corsica e assoggettò l'isola d'Elba. L'unica menzione, a noi nota, di questa spedizione si può trovare nel solo Diodoro Siculo.

## Antefatti
Siracusa era appena uscita da una fase di acute ribellioni e conflitti esterni che portarono ad instaurare in città il breve regime del petalismo. In questo frangente si intensificano i rapporti tra l'Atene di Pericle e Siracusa è, infatti, senz'altro vero che il petalismo trasse proprio ispirazione dall'ostracismo ateniese. Atene, nel 454 a.C., aveva fallito la spedizione egiziana ed era in cerca di cereali per sfamare la popolazione sempre crescente; è noto, dallo pseudo Senofonte, che nel V secolo era la Sicilia il principale fornitore di cereali. Siracusa si aprì a nuovi stimoli, prendendo anche spunto dalla polis ateniese: in questo senso organizza una spedizione diretta verso nord volta in particolar modo a contrastare la pirateria degli Etruschi.

## Svolgimento
Secondo la versione di Diodoro Siculo:
(Diodoro Siculo, Bibliotheca historica XI, 88, 4-5)

## Conseguenze
La strategia espansiva fu in seguito riproposta da Siracusa nel 446 a.C., nella guerra contro Agrigento. Questi espansionismi porteranno a un progressivo avvicinamento di Atene alla Sicilia: prima con la fondazione di Turi (444 a.C.) e poi con l'alleanza con Reggio e Leontini (440 a.C.). Ducezio sarà uno tra i diretti interessati nei suoi moti di ribellione nei confronti dell'asservimento ai Greci. Nel 427 a.C., infine, gli Ateniesi organizzeranno una spedizione in Sicilia (la cosiddetta Guerra di Leontini) dove si prese come base strategica Reghion, probabilmente proprio per gestire i traffici dello stretto; pure questa era volta contro i Siracusani, infatti, gli Ateniesi attaccarono le isole Eolie, allora alleate della città aretusea.
Questi primi contatti, non sempre pacifici, con il mondo siculo saranno una causa determinante nella spedizione ateniese del 415 a.C.
Le spedizioni furono anche molto importanti dal punto di vista etrusco, infatti, grazie a queste si è potuto confermare, con assoluta certezza, lo stanziamento degli Etruschi in Corsica, prima solo desunto dai reperti archeologici, che, evidentemente, risale a prima del 454 a.C.